# Nights: Journey of Dreams
Nights: Journey of Dreams (яп. ナイツ ～星降る夜の物語～ Найцу Хоси Фуру Ёру но Моногатари, стилизованно NiGHTS: Journey of Dreams) — видеоигра в жанре платформер, разработанная студией Sega Studio USA и выпущенная осенью 2007 года для консоли Wii. Издателем игры выступила компания Sega.
Платформер, являясь продолжением Nights into Dreams…, заимствует с небольшими отличиями игровой процесс предшественника: от игрока всё так же требуется пройти несколько уровней, по пути уничтожая врагов и собирая синие сферы. Действие игры происходит в мире под названием Врата Сна, в котором главный злодей Вайзмен хочет захватить власть и сны людей. Противостоят ему бесполое существо Найтс и двое детей: Уильям «Уилл» Тейлор и Хелена Картрайт. Главные герои попадают на уровни не вместе, а по отдельности.
Идеи по созданию продолжения к Nights into Dreams… появились у сотрудников Sega ещё во второй половине 1990-х годов, когда для консоли Dreamcast разрабатывался проект Air Nights, где должен был применяться особый контроллер с датчиками управления, но в конечном итоге он был отменён. Полноценная разработка сиквела началась только после ухода главы Sonic Team Юдзи Наки в 2006 году. После выхода Nights: Journey of Dreams получила смешанные, но в основном положительные отзывы от критиков. Рецензенты из плюсов отмечали оригинальный художественный стиль и музыкальное сопровождение, но критиковали неудобное управление и некоторые 3D-участки уровней.

## Игровой процесс

Персонные маски дают Найтс новые способности. На скриншоте представлена маска «Дельфин Найтс»

Nights: Journey of Dreams представляет собой платформер, выполненный в трёхмерной графике. Действие игры происходит в мире Врата Сна, который делится на два мира: Найтопию (англ. Nightopia) и Кошмар (англ. Nightmare). В последнем живёт злодей Вайзмен (англ. Wizeman), который вынашивает планы по захвату мира с целью погрузить всех людей в кошмары. Для реализации своего замысла он создаёт особых существ — Найтмаринов (англ. Nightmaren). Главными персонажами игры выступают двое детей — Уильям «Уилл» Тейлор и Хелена Картрайт. Мальчика и девочку объединяют несколько вещей: им по 12 лет, они живут в похожем на Лондон городе под названием Беллбридж (англ. Bellbridge), и по ночам, из-за помощников Вайзмена, им часто снятся кошмары. Чтобы спастись от страшных снов, дети бегут в Найтопию, где встречаются с хранительницей снов Найтс (англ. Nights) и совой-помощником Оун (англ. Own), чтобы победить антагониста и его соратника по имени Реала (англ. Reala).
Согласно сюжетной линии, главные герои попадают в Найтопию не вместе, а по отдельности. У каждого из них есть для прохождения по три уровня, называемых снами («Aqua Garden», «Crystal Castle» и «Memory Forest» для Хелен; «Pure Valley», «Lost Park» и «Delight City» для Уильяма). Когда игрок проходит игру первый раз, на всех зонах автоматически открывается только первая миссия (а всего миссий пять). В первом (основном) задании нужно освободить Найтс и, слившись с персонажем игрока, одолеть трёх птиц, чтобы у них забрать ключи для получения доступа к летающим объектам, похожим на клетки. Для набора дополнительных очков героиня может в полёте совершать различные трюки и собирать синие шарики. Если игрок не уничтожит птиц вовремя, то прохождение уровня начинается заново. Продлить время прохождения можно с помощью найденных в скрытых местах сундуков с сокровищами. После получения доступа к клеткам игроку выставляются промежуточные ранги (оценки) от «A» до «E», которые потом в конце уровня суммируются и на их основе складывается общая оценка. Затем, подсчитав итоговое количество очков, действие игры переносится в Кошмар, где происходит сражение с боссом. Изначально в роли злодеев выступают найтмарины, но в последней истории происходит сражение с Реалой, а потом и с самим Вайзменом. Победа над противниками позволяет пройти ранее заблокированные дополнительные четыре миссии (целями данных заданий могут быть, например, сбор определённого количества синих шаров или спасение виртуальных питомцев найтопианцев), которые находятся в меню выбора уровня. После прохождения обеих историй открывается седьмой (финальный) уровень — «Unconscious Space». Помимо основной игры, в Nights: Journey of Dreams присутствует два вида многопользовательской игры: «Battle», где игроки бросают друг в друга огромный мяч до тех пор, пока у одного из них не закончатся три жизни; и «Speed», в котором нужно достичь конца зоны раньше соперника. Все рекорды отображаются в онлайн-таблице, а «Speed» ещё имеет поддержку игры по сети через сервис Nintendo Wi-Fi Connection.
Важным нововведением в Nights: Journey of Dreams является использование персонных масок («Persona Masks»), которые расширяют характеристики персонажа. Маски можно получить после побед над боссами. В игре представлено три типа масок: «Dolphin Nights» позволяет плавать под водой, c «Rocket Nights» можно летать на очень высоких скоростях, а «Dragon Nights» делает персонажа неуязвимым для сильного ветра. В финальной схватке против Вайзмена все три персонные маски используются в случайном порядке. Помимо нововведения, из Nights into Dreams… разработчики заимствовали функцию «A-Life», названную в продолжении как «My Dream» (с англ. — «Моя мечта»). Она представляет собой сад, где живут питомцы найтопианцы, найтмарины и гибриды под названием мепиан. Все жители небольшого мира питаются синими шариками, которые собирает игрок на уровнях. Погода в «My Dream» соответствует с реальными погодными условиями, информацию о которой консоль получает через онлайн-функцию «Канал погоды».

## Разработка и выход игры
Nights: Journey of Dreams была создана силами студий Sonic Team и Sega Studio USA для консоли Wii. Разработка игры началась в 2006 году и шла параллельно со спин-оффами с участием ежа Соника — Sonic Rivals и Sonic Rivals 2. Геймдизайнеры и программисты, работавшие ранее над Nights into Dreams… и Sonic Adventure, принимали активное участие в создании проекта. Процессом разработки руководил сценарист, продюсер и глава Sega Studio USA Такаси Иидзука. За геймдизайн отвечали Такаси Иидзука, Нобухико Хонда и Аи Икэда. Ведущим программистом стал Такэси Сакакибара, в роли художников выступили Кадзуюки Хосино, Такахиро Кюдо и Митикадзу Тамамура. Помимо основной команды разработчиков, в создании игры участвовала команда актёров, которая озвучила персонажей игры: Хулисса Агирр (Найтс), Кейси Робенсон (Реала), Райли О’Флинн (Уилл), Виктория Эшби (Хелена), Джефф Крамер (Оун), и Роджер Джексон (Вайзмен).
Несмотря на то, что Nights: Journey of Dreams разрабатывалась в 2006 году, первые идеи по созданию сиквела к Nights into Dreams… появились у сотрудников Sonic Team ещё во второй половине 1990-х годов. Примерно в это время студия создавала игру с рабочим названием Air Nights, где для управления должны были использоваться датчики наклона для геймпада консоли Sega Saturn, имеющий аналоговый стик. Прототипом контроллера пользовался американский режиссёр Стивен Спилберг во время своего визита в Sega в 1996 году. Однако, после прекращения выпуска Sega Saturn, игру начали разрабатывать на новую консоль Dreamcast, но вскоре этот проект был по неизвестным причинам отменён, а все наработки, в том числе датчики наклона, программисты и инженеры Sonic Team реализовали в Samba de Amigo. Несмотря на отсутствие продолжения, Найтс и другие персонажи появлялись в других играх студии (например, в Sonic Adventure и Sonic Pinball Party). Тогдашний глава Sonic Team Юдзи Нака не был заинтересован в разработке продолжения для Nights into Dreams…, поскольку он стремился популяризовать серию Sonic the Hedgehog среди детей и взрослых, ранее не знакомых с талисманом Sega Соником.
Ситуация с сиквелом для Nights into Dreams… начала меняться только после выхода платформера Shadow the Hedgehog в ноябре 2005 года, когда глава Sega Studio USA Такаси Иидзука начал создавать концепты будущей игры с участием Найтс. После ухода Юдзи Наки из Sonic Team в мае 2006 года студия приступила к полноценной разработке проекта Nights: Journey of Dreams. По замыслу авторов сиквел должен был привлечь как поклонников первой части серии, так и новичков. по сравнению с предшественником игровой процесс не претерпел кардинальных изменений. Для создания уровней и персонажей была использована трёхмерная графика, которая в первой части использовалась ограниченно из-за недостаточной производительности Sega Saturn. Аппаратные характеристики Wii позволили создателям пригласить актёров для озвучивания персонажей, чего не было в предшественнике. В отличие от большинства игр серии Sonic the Hedgehog, где персонажи «говорят» голосами японских и англоязычных актёров, во второй части Nights… доступно озвучивание только на английском языке, вне зависимости от региона, но субтитры доступны на нескольких языках. Управление игрой осуществляется как с помощью пульта Wii Remote с Nunchuk, так и через обычные контроллеры с аналоговым стиком — Classic Controller и контроллер GameCube. По словам Иидзуки, именно Wii Remote повлиял на команду при выборе игровой приставки, для которой и создавалась Nights: Journey of Dreams, но в то же время эта многофункциональность лишь усложнила работу программистам. В техническом плане помимо управления важным нововведением стало взаимодействие Wii с интернет-сервисами Nintendo, что позволило добавить в игру онлайн-мультиплеер и функцию отслеживания погоды.
Первая информация о Nights: Journey of Dreams начала появляться весной 2007 года. В марте того же года Sega провела на своём официальном сайте опрос по теме: «Какую игру или персонажа Sega вы бы хотели увидеть?». В опрос были включены такие игры, как Nights into Dreams…, Streets of Rage, Samba de Amigo, Virtua Cop и Flicky. Примерно в то же время журналисты издания Official Nintendo Magazine (ONM) заявили, что предстоящая игра для консоли Wii будет раскрыта в мае 2007 года. Вместе с новостью, в качестве иллюстрации, было выложено изображение созвездия в форме логотипа Nights…. Однако правдивость информации была поставлена под сомнение журналистом сайта Joystiq Александром Сливинским, который утверждал, что это — шутка ко дню смеха. Сами же представители ONM, комментируя слова Сливинского, заявили, что тизер необъявленного проекта от Sega остаётся в силе. Официальный анонс Nights: Journey of Dreams состоялся 2 апреля 2007 года. С момента анонса и до выпуска разработчики опубликовывали на официальном сайте игры и интернет-порталах (например, IGN и GameSpot) трейлеры и информацию с описанием особенностей геймплея. На выставках E3 Media and Business Summit и Tokyo Game Show игроки могли пройти демоверсию платформера. Выход игры состоялся 13 декабря 2007 года в Японии, 18 декабря в Северной Америке, и январе 2008 года в Европе и России. После выхода игры, в интервью журналу GamesTM Такаси Иидзука признался, что он хотел бы создать третью игру серии Nights, но окончательное решение зависит только от компании Sega.

## Музыка
Созданием музыкального сопровождения для Nights: Journey of Dreams занимались композиторы из лейбла звукозаписи Wave Master: Наофуми Хатая, Дзюн Сэноуэ, Томоко Сасаки, Фумиэ Куматани, Томоя Отани, Кэнъити Токои, Хидэаки Кобаяси, Тэрухико Накагава, Тацуюки Маэда и Ютака Минобэ. Композиции были записаны в таких жанрах, как классическая музыка, поп и джаз. Работа над музыкой велась в Токио и Лос-Анджелесе. По словам Наофуми Хатаи и Томоко Сасаки, они, вместе со своей командой музыкантов, хотели сохранить стиль, который утвердился ещё в Nights into Dreams…, и старались не подвести поклонников серии. Помимо стиля и мелодии, по мнению музыкантов, должны были ещё передавать эмоции главных персонажей и атмосферу самой игры.
Главной музыкальной темой игры разработчики выбрали звучавший ранее в Nights into Dreams… трек «Dreams Dreams». Как и в предшественнике, она была исполнена в двух вариантах: «взрослой» и «детской». «Взрослая» версия была исполнена вокалистами Робби Вукоффом и Фрэнсис М. Бенитесом, а «детская» версия была спета певцами Райли О’Флинном и Викторей Эшби. В игре также присутствует другая версия «Dreams Dreams» под названием «Cruising Together», которая играет на уровне «Bellbridge», где дети воссоединяются и отправляются спасать Найтс. Эта версия песни сохранила оригинальный из первой части серии вокал Кёртиса Кинга-младшего и Даны Калитри. Медленная версия песни — «Dreams Dreams: Sweet Snow» — звучит во время загрузки игры и заключительных титрах с создателями игры. Песня была спета Джасмин Энн Аллен, которая пела «детскую» версию песни, когда она была моложе.
Всего было выпущено два саундтрека к Nights: Journey of Dreams. Оба альбома распространял вышеупомянутый лейбл Wave Master. Первый альбом NiGHTS: Journey of Dreams Original Soundtrack (яп. ナイツ ~星降る夜の物語~ オリジナルサウンドトラック Найцу Хоси Фуру Ёру но Моногатари Оридзинару Саундоторакку) был выпущен в Японии 16 января 2008 года. Он был издан на трёх компакт-дисках: первый диск содержит музыку из истории Уилла, во втором диске присутствуют композиции из истории Хелены, а на третьем диске представлены бонусные треки. Позднее, 7 ноября 2012 года, этот альбом был переиздан в музыкальных сервисах iTunes и Amazon MP3. Второй альбом, NiGHTS: Journey of Dreams Game Soundtrack, распространял британский филиал Sega 18 января 2008 года. В отличие от первого саундтрека, второй был не предназначен для розничной продажи; его могли получить те, кто смог приобрести Nights: Journey of Dreams в день своего выхода в Европе.
Игровая пресса в целом положительно отзывалась о музыке из Nights: Journey of Dreams. Представитель сайта Nintendo World Report Джонатан Меттс высоко оценил работу композиторов, которые, по его словам, смогли создать «детский» и «жизнерадостный» саундтрек, но критично отозвался о детском вокале. Похожего мнения придерживался рецензент GameZone Луис Бедиган, скрывшийся под ником jkdmedia. «…Если игнорировать паршивое озвучивание и раздражающее повествование истории (которое нельзя пропустить), вы [игроки], будете погружены в невероятный саундтрек Journey of Dreams», — подытоживает критик. Журналист интернет-портала IGN в своём обзоре посетовал, что в конце игры некоторые треки странно звучат, однако этот недостаток компенсируется «увлекательностью» мелодий. Кевина Ванорда (GameSpot) порадовало наличие в игре старых композиций как из Nights into Dreams…, так и новых, созданных специально для сиквела.
| №                   | Название                                         | Музыка                                     | Исполнитель                                                     | Длительность |
| ------------------- | ------------------------------------------------ | ------------------------------------------ | --------------------------------------------------------------- | ------------ |
| 1.                  | «NiGHTS: Journey of Dreams»                      | Томоко Сасаки, Ютака Минобэ                |                                                                 | 4:00         |
| 2.                  | «<EVENT> Solitude»                               | Томоко Сасаки                              |                                                                 | 1:11         |
| 3.                  | «Eloquent Echo»                                  | Томоко Сасаки, Наофуми Хатая               |                                                                 | 3:06         |
| 4.                  | «Drifting Donbalon»                              | Наофуми Хатая                              |                                                                 | 2:18         |
| 5.                  | «Eloquent Echo: Fluffy Catch»                    | Томоко Сасаки, Наофуми Хатая               |                                                                 | 2:59         |
| 6.                  | «Eloquent Echo: River Rescue»                    | Томоко Сасаки, Наофуми Хатая               |                                                                 | 2:02         |
| 7.                  | «Drifting Donbalon: Hard Ver.»                   | Наофуми Хатая                              |                                                                 | 3:10         |
| 8.                  | «Wandering Wildness»                             | Томоко Сасаки, Наофуми Хатая               |                                                                 | 2:41         |
| 9.                  | «Cackling Chamelan»                              | Наофуми Хатая                              |                                                                 | 2:14         |
| 10.                 | «Wandering Wildness: Bomb Panic»                 | Томоко Сасаки, Наофуми Хатая               |                                                                 | 2:26         |
| 11.                 | «Wandering Wildness: Coaster Rescue»             | Томоко Сасаки, Наофуми Хатая               |                                                                 | 2:04         |
| 12.                 | «Cackling Chamelan : Hard Ver.»                  | Наофуми Хатая                              |                                                                 | 2:21         |
| 13.                 | «Dreams Dreams: Located Link Mix (Instrumental)» | Томоко Сасаки, Наофуми Хатая               |                                                                 | 4:53         |
| 14.                 | «NiGHTS And Reala»                               | Наофуми Хатая                              |                                                                 | 2:30         |
| 15.                 | «Electrical Entertainment»                       | Томоко Сасаки, Наофуми Хатая, Ютака Минобэ |                                                                 | 2:48         |
| 16.                 | «Clashing Cerberus»                              | Томоя Отани                                |                                                                 | 1:55         |
| 17.                 | «Electrical Entertainment: Neon City Battle»     | Томоко Сасаки, Ютака Минобэ                |                                                                 | 3:39         |
| 18.                 | «Electrical Entertainment: Broadway Guide»       | Томоко Сасаки, Наофуми Хатая               |                                                                 | 2:31         |
| 19.                 | «Clashing Cerberus: Hard Ver.»                   | Томоя Отани                                |                                                                 | 1:44         |
| 20.                 | «Growing Wings»                                  | Томоко Сасаки                              |                                                                 | 2:31         |
| 21.                 | «Persona Non Grata»                              | Томоко Сасаки, Хидэаки Кобаяси             |                                                                 | 1:13         |
| 22.                 | «D’Force Master»                                 | Томоко Сасаки, Хидэаки Кобаяси             |                                                                 | 3:59         |
| 23.                 | «<EVENT> Win a Goal»                             | Томоко Сасаки                              |                                                                 | 0:51         |
| 24.                 | «Dreams Dreams: Will Ver.»                       | Томоко Сасаки, Ютака Минобэ                | Робби Уайкофф, Фрэнсис М. Бенитес, Райли О’Флинн, Виктория Ашби | 5:49         |
| Общая длительность: | Общая длительность:                              | Общая длительность:                        | Общая длительность:                                             | 64:55        |

| №                   | Название                                        | Музыка                                     | Исполнитель         | Длительность |
| ------------------- | ----------------------------------------------- | ------------------------------------------ | ------------------- | ------------ |
| 1.                  | «Dreams Dreams: Adult Ver.»                     | Томоко Сасаки, Ютака Минобэ                |                     | 5:52         |
| 2.                  | «<EVENT> Conscience»                            | Томоко Сасаки                              |                     | 0:39         |
| 3.                  | «Sweeping Seashore»                             | Наофуми Хатая                              |                     | 2:54         |
| 4.                  | «Giant Girania»                                 | Тэрухико Накагава                          |                     | 2:00         |
| 5.                  | «Sweeping Seashore: Aqua Challenge»             | Наофуми Хатая                              |                     | 2:10         |
| 6.                  | «Sweeping Seashore: Marine Escape»              | Наофуми Хатая                              |                     | 2:10         |
| 7.                  | «Giant Girania: Hard Ver.»                      | Тэрухико Накагава                          |                     | 2:32         |
| 8.                  | «Crystal Choir»                                 | Томоко Сасаки, Наофуми Хатая               |                     | 3:08         |
| 9.                  | «Bony Bomamba»                                  | Фумиэ Куматани, Кэнъити Токои              |                     | 2:11         |
| 10.                 | «Crystal Choir: Labyrinth Guide»                | Томоко Сасаки                              |                     | 2:52         |
| 11.                 | «Crystal Choir: Jewel Fever»                    | Томоко Сасаки, Наофуми Хатая               |                     | 2:16         |
| 12.                 | «Bony Bomamba: Hard Ver.»                       | Фумиэ Куматани, Кэнъити Токои              |                     | 3:07         |
| 13.                 | «Merry Memory Go Round»                         | Томоко Сасаки, Наофуми Хатая, Ютака Минобэ |                     | 2:20         |
| 14.                 | «Queen Bella’s Ball»                            | Фумиэ Куматани, Кэнъити Токои              |                     | 2:17         |
| 15.                 | «Merry Memory Go Round: Forest Adventure»       | Томоко Сасаки, Наофуми Хатая               |                     | 2:27         |
| 16.                 | «Dreams Dreams: Sky Concert»                    | Томоко Сасаки, Наофуми Хатая               |                     | 4:27         |
| 17.                 | «Queen Bella’s Ball: Hard Ver.»                 | Фумиэ Куматани, Кэнъити Токои              |                     | 2:13         |
| 18.                 | «Cruising Together»                             | Томоко Сасаки, Наофуми Хатая, Ютака Минобэ |                     | 3:32         |
| 19.                 | «NiGHTS And Reala: Theme of A Tragedic Revenge» | Наофуми Хатая, Дзюн Сэноуэ                 |                     | 2:22         |
| 20.                 | «Sonatinas for Two Violins»                     | Томоко Сасаки, Ютака Минобэ                |                     | 1:05         |
| 21.                 | «<EVENT> Applause»                              | Томоко Сасаки                              |                     | 0:33         |
| 22.                 | «Dreams Dreams: Helen Ver.»                     | Томоко Сасаки, Ютака Минобэ                |                     | 5:51         |
| 23.                 | «<EVENT> On The Way Back»                       | Томоко Сасаки                              |                     | 0:34         |
| 24.                 | «Memento of NiGHTS»                             | Томоко Сасаки                              |                     | 1:03         |
| 25.                 | «Dreams Dreams: Sweet Snow»                     | Томоко Сасаки, Наофуми Хатая               | Жасмин Аллен        | 5:16         |
| 26.                 | «<EVENT> Fragmented NiGHTS»                     | Томоко Сасаки, Ютака Минобэ                |                     | 0:22         |
| Общая длительность: | Общая длительность:                             | Общая длительность:                        | Общая длительность: | 66:13        |

| №                   | Название                                   | Музыка                                    | Длительность |
| ------------------- | ------------------------------------------ | ----------------------------------------- | ------------ |
| 1.                  | «Dreams Dreams: Kids Ver.»                 | Томоко Сасаки, Ютака Минобэ               | 5:52         |
| 2.                  | «NiGHTS: Journey of Dreams (Short Ver.)»   | Томоко Сасаки, Ютака Минобэ               | 1:42         |
| 3.                  | «Gate Of Your Dream»                       | Томоко Сасаки                             | 1:06         |
| 4.                  | «<EVENT> Encounter»                        | Томоко Сасаки, Наофуми Хатая              | 0:56         |
| 5.                  | «When The Night Falls»                     | Томоко Сасаки                             | 1:37         |
| 6.                  | «Sweeping Seashore: in Daylight»           | Наофуми Хатая                             | 0:48         |
| 7.                  | «Cowardly Custard»                         | Наофуми Хатая                             | 1:45         |
| 8.                  | «Catch Me If You Can»                      | Наофуми Хатая                             | 1:50         |
| 9.                  | «Duel in Dream»                            | Томоко Сасаки, Наофуми Хатая              | 2:07         |
| 10.                 | «Al-Di-La: Lavender Ver.»                  | Томоко Сасаки                             | 2:55         |
| 11.                 | «<EVENT> Reala Returns»                    | Тацуюки Маэда                             | 1:12         |
| 12.                 | «Peaceful Moment»                          | Томоко Сасаки, Наофуми Хатая              | 1:07         |
| 13.                 | «Al-Di-La: Sandal Wood Ver.»               | Томоко Сасаки, Наофуми Хатая              | 3:08         |
| 14.                 | «<EVENT> Bad News»                         | Наофуми Хатая                             | 0:58         |
| 15.                 | «<EVENT> Twist of Fate»                    | Томоко Сасаки                             | 0:23         |
| 16.                 | «Al-Di-La: Peppermint Ver.»                | Томоко Сасаки, Томоя Отани                | 4:14         |
| 17.                 | «<EVENT> Captive»                          | Тацуюки Маэда                             | 2:05         |
| 18.                 | «<EVENT> Suspicion»                        | Тацуюки Маэда                             | 2:31         |
| 19.                 | «<EVENT> Belief»                           | Томоко Сасаки, Наофуми Хатая              | 1:53         |
| 20.                 | «Al-Di-La: Bergamot Ver.»                  | Томоко Сасаки, Наофуми Хатая, Томоя Отани | 3:34         |
| 21.                 | «Precious Orgel»                           | Томоко Сасаки                             | 1:01         |
| 22.                 | «<EVENT> Sentimental Separation»           | Томоко Сасаки                             | 0:58         |
| 23.                 | «<EVENT> Thank You NiGHTS»                 | Наофуми Хатая                             | 0:37         |
| 24.                 | «Dreams Dreams: Located Link Mix»          | Томоко Сасаки, Наофуми Хатая              | 4:58         |
| 25.                 | «Dreams Dreams: Sweet Snow (instrumental)» | Томоко Сасаки, Наофуми Хатая              | 5:15         |
| 26.                 | «Dreams Dreams (instrumental)»             | Томоко Сасаки, Ютака Минобэ               | 5:49         |
| Общая длительность: | Общая длительность:                        | Общая длительность:                       | 60:21        |

| №                   | Название                    | Длительность |
| ------------------- | --------------------------- | ------------ |
| 1.                  | «NIGHTS: Journey of Dreams» | 3:59         |
| 2.                  | «Dreams Dreams»             | 5:50         |
| Общая длительность: | Общая длительность:         | 9:49         |

## Оценки и мнения
| Сводный рейтинг       | Сводный рейтинг |
| Агрегатор             | Оценка          |
| --------------------- | --------------- |
| GameRankings          | 68,71 %         |
| Game Ratio            | 73 %            |
| Metacritic            | 69/100          |
| MobyRank              | 68/100          |
| Иноязычные издания    |                 |
| Издание               | Оценка          |
| 1UP.com               | B-              |
| AllGame               | [ 15 ]          |
| Edge                  | 6/10            |
| EGM                   | 7,17/10         |
| Eurogamer             | 7/10            |
| Famitsu               | 29/40           |
| Game Informer         | 6,5/10          |
| GameRevolution        | B-              |
| GameSpot              | 7,5/10          |
| GameSpy               | [ 60 ]          |
| GamesRadar+           | 8/10            |
| GameTrailers          | 7/10            |
| GameZone              | 8/10            |
| IGN                   | 6,5/10          |
| Nintendo Power        | 9/10            |
| Nintendo World Report | 7/10            |
| ONM                   | 79 %            |
| VideoGamer            | 7/10            |

После выхода Nights: Journey of Dreams получила неоднозначные, в основном положительные отзывы от критиков. На сайте GameRankings средняя оценка игры составляет 68,71 %, а на Metacritic — 69 баллов из 100 возможных. Журналисты хвалили платформер за графику и игровой процесс, но критиковали отдельные 3D-участки уровней и неудобное управление. К 2008 году было продано 380 тысяч экземпляров игры.
Положительных отзывов удостоился игровой процесс. Большинство журналистов отметили, что игра понравится в первую очередь поклонникам Nights into Dreams…. «Хорошая игра, и, безусловно, она заслуживает внимания», — писал рецензент Eurogamer Том Бромвелл. Для Джонатана Меттса геймплей показался «увлекательным», и отмечал, что его с трудом поймут те люди, кто не смог поиграть в Nights: Journey of Dreams. Ближе к концу обзора он выдвинул предположение, что основной игровой процесс составляет около трети самой игры, а всё остальное — это мини-игры и уровни в мире Врата Сна. Высоких похвал геймплей удостоился в рецензии журналиста из сайта IGN: для него однопользовательский режим показался «разнообразным», а многопользовательский — «приличным» для двух игроков. Однако критики, помимо достоинств, нашли в игровом процессе и недостатки. Так Бромвелл раскритиковал 3D-участки уровней и «пресную» многопользовательскую игру, а Джеральд Вильория (GameSpy) — долгие загрузки и скачущую частоту кадров. Кевин Ванорд в своей рецензии назвал отсутствие чётких целей во время прохождения уровней главным недостатком платформера. В качестве примера, где проявляется этот недочёт, критик привёл освобождение Найтс из клетки на каждой игровой зоне. Несмотря на вышеупомянутые проблемы, Ванорд отметил, что у игры имеются несколько козырей (например, битвы с боссами и персонные маски), благодаря которым, как подметил Уэстли Йин-Пул (VideoGamer), Nights: Journey of Dreams становится весёлой игрой для пользователей консоли Wii.
Критики неоднозначно оценили визуальную составляющую игры. Положительных оценок удостоились дизайн уровней и боссов. Пресса пришла к единому мнению, что сиквел визуально старается быть похожим на своего предшественника. Журналист сайта Game Revolution писал, что графика в платформере хоть и выглядит устаревшей, но этим она передаёт «волнующую» атмосферу уровней, «а иногда — захватывает дух». Кевин Ванорд описал первые уровни Nights: Journey of Dreams как ностальгические, поскольку они похожи на игровые зоны первой части серии Nights…. Аналогичным образом он описал и финальную битву с Вайзменом: «Если вы являетесь поклонником Nights into Dreams…, то вы будете рады, что последний босс вам знаком». Рецензенты отрицательно отнеслись к сюжету игры и проделанной работе актёров озвучивания. Критик из IGN посчитал историю бессмысленной, поскольку повествование в игре идёт отрывками и быстрым темпом, из-за чего у игрока не складывается полная картина о сюжете. Представитель GamesRadar Крис Антиста рекомендовал Sega вырезать из игры все видеоролики с моментами, где персонажи говорят, по его мнению, на ненастоящем британском диалекте английского языка. Нечто похоже писал в своей рецензии Бромвелл. Помимо озвучивания, ему не понравилась «странная» сова, которая помогает игроку советами и подсказками. С мнениями коллег не согласились Ванорд и Вильория. Первый критик положительно отнёсся к «голосам» Найтс, Реалы, Вазмена, Хелены и Уилла, но разочаровался в «кудахтанье» злодеев, посчитав этот момент «раздражающим». Второму рецензенту показалось, что для озвучивания игры Sonic Team пригласила актёров из «Гарри Поттера», поскольку персонажи в истории чувствовались живыми.
Единогласно журналисты пришли к мнению, что главными недостаткам Nights: Journey of Dreams являются неудобное управление и ракурсы виртуальной камеры. Меттс назвал вышеупомянутые проблемы игры «традицией Sonic Team», намекая, что предыдущие работы студии обладали теми же недостатками, что и вторая часть серии Nights…. По мнению критика, управлять главными героями лучше через обычные геймпады, а не через контроллер Wii Remote, поскольку последний неточно и медленно реагирует на команды игрока. «Держитесь подальше от функций [Wii] Remote, и вы [игроки] увидите, что элементы управления в Nights… просты и элегантны», — подытоживает в конце обзора Меттс. Критик из сайта IGN согласился с мнением своего коллеги, но в своей рецензии он упомянул один недостаток контроллеров Classic Controller и GameCube — это отсутствие возможности «указывать» на объекты с помощью движения рук. Однако Бромвелл заявил, что благодаря наличию у обычных геймпадов аналоговых стиков, игрок может контролировать ракурсы виртуальной камеры. По мнению Ванорда, пользователи приставки от Nintendo могут привыкнуть к Wii Remote, но для этого потребуется много времени. Кроме того, критик советовал использовать Classic Controller в тех случаях, когда надо на уровнях набрать много очков для получения максимального ранга. Джеральд Вильория, упоминая в рецензии недостатки Wii Remote, писал, что только немногие разработчики смогли по-полной использовать потенциал контроллера от Nintendo.